# Bilker Allee
Die Bilker Allee ist eine Straße in den Düsseldorfer Stadtteilen Unterbilk und Friedrichstadt.

## Lage und Geschichte
Die Bilker Allee ist eine der wichtigsten West-Ost-Verbindungen in Unterbilk. Sie führt ab der Martinstraße in Verlängerung der Gladbacher Straße in östliche Richtung. Dabei kreuzt sie die zentralen Straßen Elisabethstraße und Friedrichstraße und endet an der Corneliusstraße, wo sie in die Oberbilker Allee übergeht.
Die Straße weist eine geschlossene, mehrgeschossige Blockrandbebauung auf, die zum Teil noch vom Ende des 19. Jahrhunderts und Beginn des 20. Jahrhunderts stammt. Im mittleren Bereich zwischen Palmenstraße und Kronenstraße ist die Straßengestalt durch den Floragarten aufgelockert.